# غوستاف ياني
الكولونيل العام غوستاف ياني (بالمجرية: Gusztáv Jány) وُلد في 21 أكتوبر 1883 بمدينة رايكا الواقعة في مقاطعة ديور-موشون-سوبرون بالإمبراطورية النمساوية المجرية (المجر حاليا) ضابط عسكري مجري تولى قيادة الجيش الثاني المجري خلال معارك الجبهة الشرقية أثناء الحرب العالمية الثانية وتحديدا معركتي فورونيج وستالينغراد، كما شارك في الغزو الألماني للاتحاد السوفيتي، ألقي القبض عليه مع نهاية الحرب ووجهت إليه تهم ارتكاب جرائم حرب وحُكم عليه بالإعدام رميا بالرصاص في بودابست بتاريخ 26 نوفمبر 1947 وإن رُدّ إليه اعتباره عام 1993 وتمت تبرئته من كافة التهم المنسوبة إليه بعد زوال الحقبة الشيوعية في المجر.